# Gyula Breyer
Gyula Breyer (30 d'abril de 1893 - † 10 de novembre de 1921) fou un jugador d'escacs hongarès. Va néixer a Budapest (llavors Imperi Austrohongarès) i va morir prematurament (als 27 anys, d'un atac de cor) a Bratislava (llavors Regne dels Serbis, Croats i Eslovens). Tot i ser enterrat a Bratislava, el seu cadàver fou exhumat el 1987, i enterrat al cementeri Kerepesi a Budapest.
|  |

## Teòric dels escacs
Breyer fou un pioner de l'escola hipermoderna en escacs, moviment que, contràriament a l'Escola clàssica, defensava el control del centre amb peces des dels flancs, sense ocupar-lo amb peons, i defensava l'ús del fianchetto.
Era íntim amic de Richard Réti (un altre dels líders del moviment hipermodern), fins al punt que és difícil de determinar quines idees pertanyen a cadascú. En qualsevol cas, la posició de Breyer sobre l'ocupació del centre era radical, i va arribar a afirmar que:
| «              | després de 1.e4 el blanc agonitza | » |
| — Gyula Breyer |                                   |   |

Va fer nombroses contribucions a la teoria de les obertures. El 1916, al Club d'Escacs Budapest, i conjuntament amb Szigmond Barasz i István Abonyi, va sistematitzar el gambit Budapest com a arma per contrarestar la sortida clàssica 1.d4. El seu nom s'usa avui per denominar dues variants d'obertura:
- Variant Breyer del gambit de rei: 1.e4 e5 2.f4 exf4 3.Df3[2]
- Variant Breyer de l'obertura Ruy López: 1.e4 e5 2.Cf3 Cc6 3.Ab5 a6 4.Aa4 Cf6 5.0-0 Ae7 6.Te1 b5 7.Ab5 d6 8.c3 0-0 9.h3 Cb8.[3] Aquesta variant implica una profunda re-ubicació del cavall de dama cap a d7, per donar flexibilitat a la posició negra. Aquesta línia va esdevenir un dels principals cavalls de batalla en les competicions d'escacs a alt nivell durant els 1960, i fou molt emprada pels ex-Campions del Món Borís Spasski i Anatoli Kàrpov.

## Resultats destacats en competició
Breyer va aprendre a jugar quan era molt jove, i aviat va destacar en la modalitat d'escacs a la cega (va establir una marca mundial en jugar 25 partides simultànies a la cega).
Al primer torneig important en què participà, el 1911, a Colònia, hi fou 6è (de 16). El 1912, amb només 18 anys, guanyà el Campionat d'Hongria a Temesvar, superant jugadors de la talla de Lajos Asztalos, Zoltán von Balla, Kornél Havasi i Richard Réti.
Després de la I Guerra Mundial, el 1920, va obtenir un gran èxit internacional en quedar campió al torneig de Berlín, superant l'elit escaquística europea del moment: Savielly Tartakower, Richard Réti, Géza Maróczy, Siegbert Tarrasch, Iefim Bogoliúbov, Jacques Mieses, Friedrich Samisch, Paul Saladin Leonhardt, i Rudolf Spielmann.
El 1921 va guanyar Max Euwe (futur Campió del món) jugant amb negres:
1.e4 Cc6 2.Cc3 Cf6 3.d4 e5 4.dxe5 Cxe5 5.f4 Cc6 6.e5 Cg8 7.Ac4 d6 8.Cf3 Ag4 9.O-O Dd7 10.De1 O-O-O 11.Cg5 dxe5 12.Rh1 f6 13.Cf7 Ca5 14.Cxd8 Cxc4 15.De4 Cd6 16.Db4 Ae7 17.fxe5 fxe5 18.Cxb7 Cxb7 19.Tf8+ Axf8 20.Dxf8+ Dd8 21.Dxg7 Cf6 22.Ag5 Tg8 23.Dh6 Tg6 24.Dh4 Cd6 25.Tf1 Cf5 26.Dxg4 Cxg4 27.Axd8 Cge3 28.Tf3 Rxd8 29.h3 Tg3 30.Txg3 Cxg3+ 0-1
La progressió en el nivell de joc de Breyer era molt ràpida, i només la seva mort prematura va impedir que esdevingués un jugador molt important a nivell mundial.